# New Amsterdam (Indiana)
New Amsterdam város az Amerikai Egyesült Államokban, Indiana államban, Harrison megyében, az Ohio folyóhoz közel. A 2000-es népszámlálás szerint a városban mindössze 1 fő lakik.
A településen rendezik meg minden tavasszal a Remembrance Days nevű fesztivált.

## Elhelyezkedés
Az Egyesült Államok Népszámlálási Hivatalának adatai szerint a város teljes területe 0,16 mf² (0,2 km²), melynek 12,5%-át borítja víz.

## Demográfia
A város népességének változása
| 1900 | 1910 | 1920 | 1930 | 1940 | 1950 | 1960 | 1970 | 1980 | 1990 | 2000 |
| ---- | ---- | ---- | ---- | ---- | ---- | ---- | ---- | ---- | ---- | ---- |
| 200  | 134  | 137  | 101  | 86   | 76   | 43   | 32   | 31   | 30   | 1    |

A 2000-es népszámlálás adatai szerint mindössze 1 lakosa volt a városnak, habár egy elírás miatt a valós lakosságszám ekkoriban 31 volt. Ennek ellenére a város most az Egyesült Államok 5 olyan városának egyike, ahol 1 fő a hivatalos lakosság. A másik négy Hibberts Gore Maine-ben, Erving's Location New Hampshire-ben, Monowi Nebraskában és Lost Springs Wyomingban.

## Története

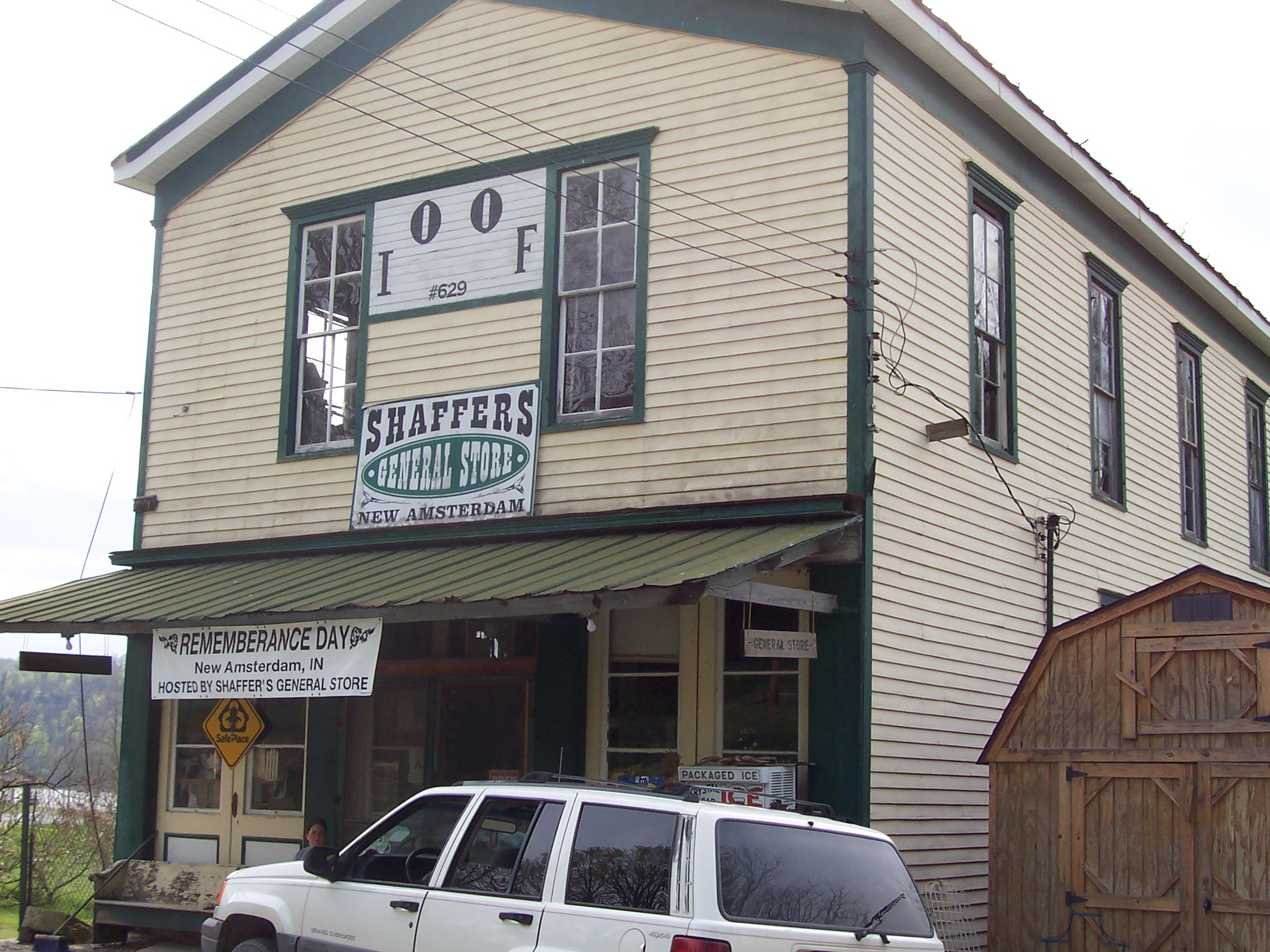
A helyi vegyesárú-üzlet

Az első telepesek a város területén James Riley és Jacob Youstler voltak. Ők néhány év után, 1815-ben továbbköltöztek északabbra. A várost hivatalosan a Funk testvérek alapították meg.
New Amsterdam korai fejlődése nagyban függött a folyó közelségétől. Az 1860-as népszámlálás adatai szerint ez a város volt a legnagyobb település Harrison megyében. 1937-ben azonban a város épületeinek 75%-a elpusztult az Ohio folyó hírhedt árvízében, az egyetlen ma is fennmaradó épület a város vegyesáruüzlete. A bolt melléképületének oldalán ma is jelzés mutatja az árvíz vízszintjének magasságát.

## Napjainkban
Habár a hivatalos népszámlálási adat szerint a lakosok száma 1, jelenleg 16 ember él a városban.[forrás?]A városban található egy, a helyik által kedvelt vegyesáruüzlet, egy-egy baptista és metodista templom, egy városháza és egy temető.
A New Amsterdam Festivalt, vagy más néven a Remembrance Dayt minden évben április második hétvégéjén rendezik meg, és mindenkit szívesen látnak. A fesztiválhoz tartozik a felvonulás, a kirakodóvásár és a versenyek is, díjakkal a győztesek számára.